# Omarova mešita (Betlém)
Omarova mešita (arabsky مسجد عمر‎ masdžid Umar, anglicky Omar bin Al-Khatab Mosque) je ústřední muslimská mešita, stojící v centru latinské křesťanské čtvrti Betléma, na náměstí západně od areálu budov baziliky Narození Páně, kostela svaté Kateřiny a kláštera františkánů. Její 45 metrů vysoký minaret je zároveň jednou ze dvou dominant města (po věži baziliky). Proti mešitě na severní straně náměstí stojí moderní stavba muslimského Centra míru (Center of Peace). Dále západním směrem odtud stojí německý evangelický kostel, za ním mešita Al-Khader a za Al-Khaderskou městskou bránou hřbitov Al-Khader, který má muslimské a křesťanské oddělení.
Další Omarovy mešity se nachází v Jeruzalémě a v Saúdské Arábii. Někdy se názvem Omarova mešita označuje také Skalní dóm na Chrámové hoře.  

## Historie

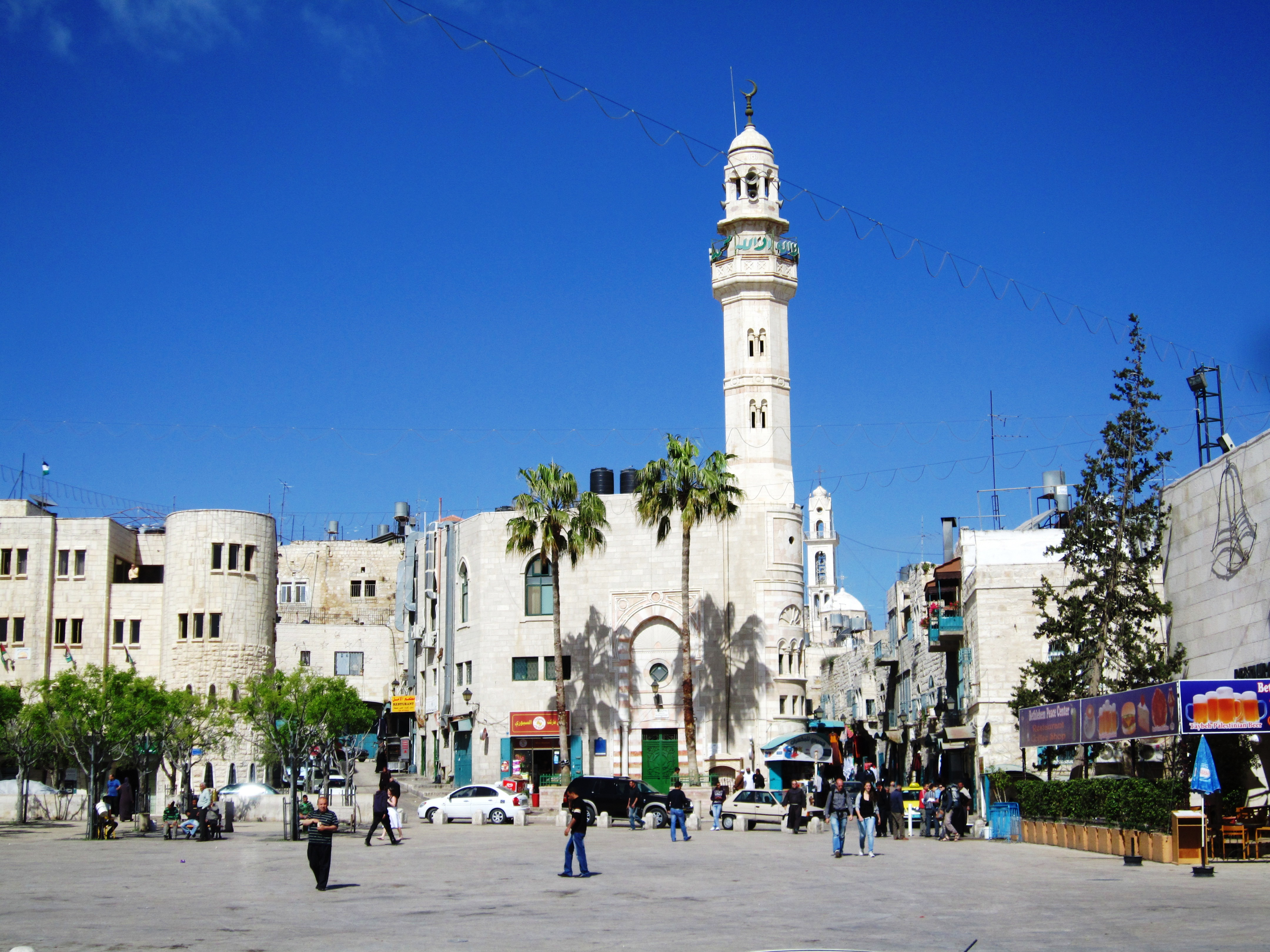
Náměstí s mešitou; Centrum míru je zcela vpravo, s předzahrádkou

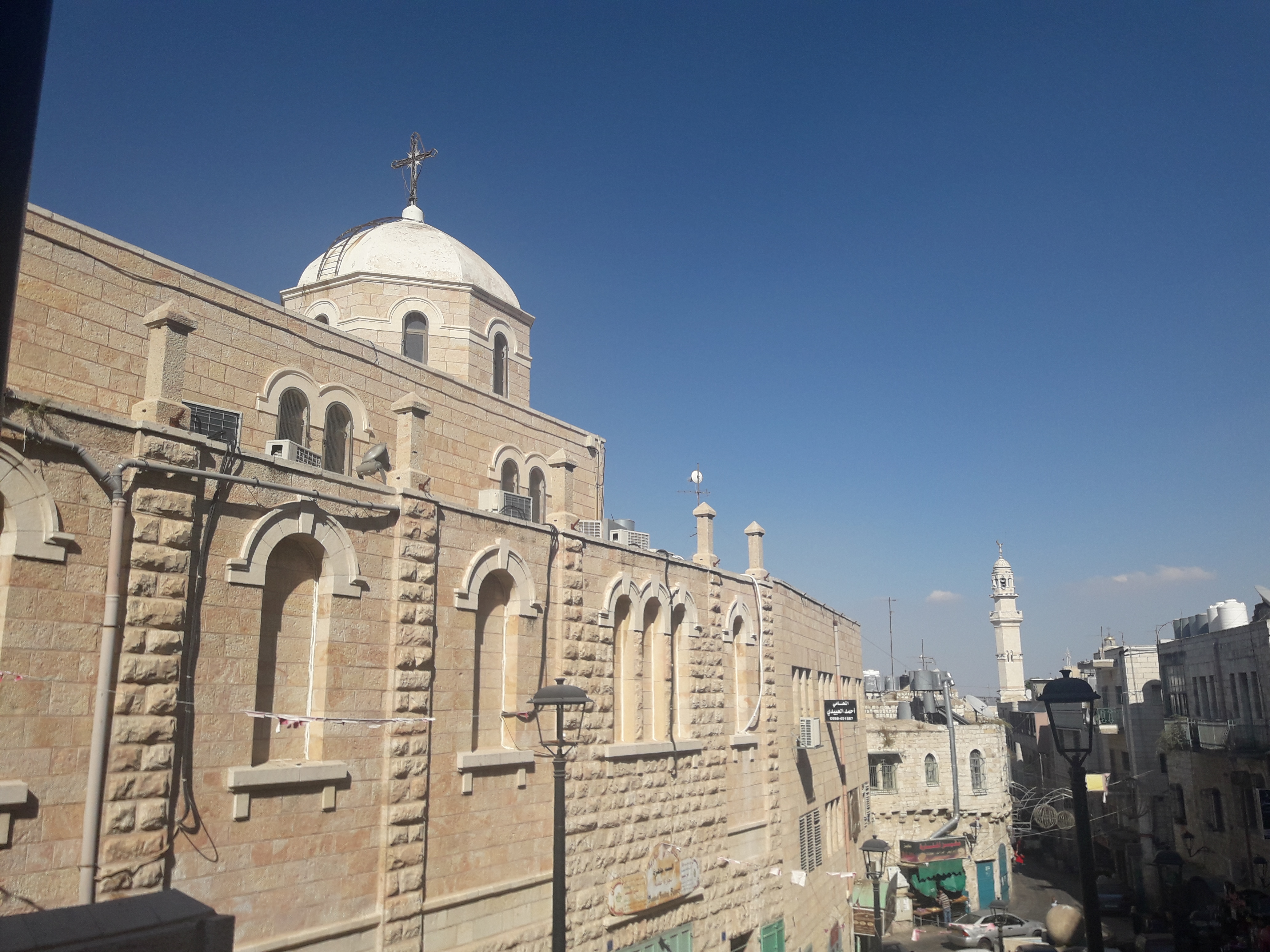
Pohled od kostela sv. Kateřiny

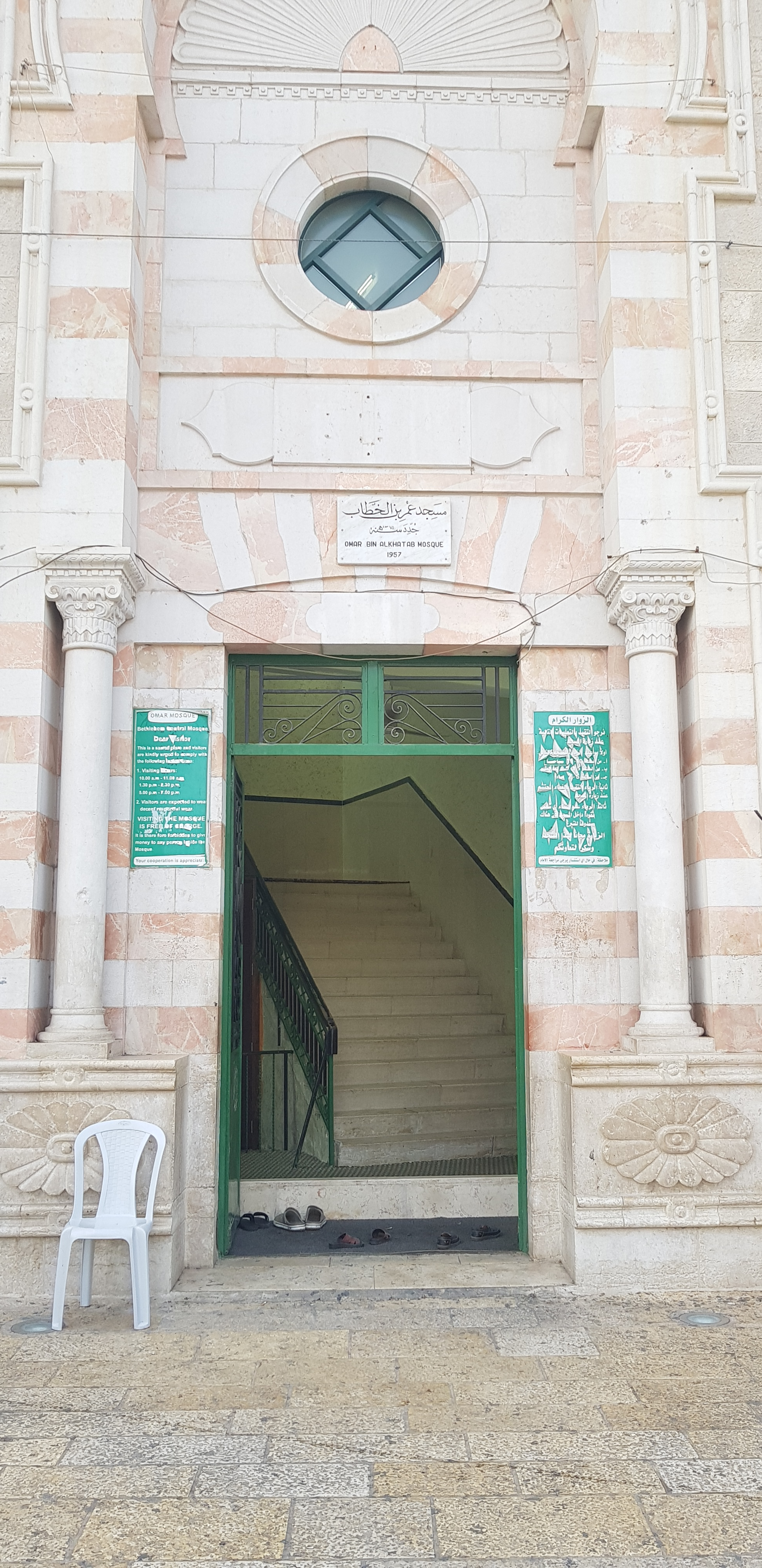
Boční vchod do mešity z roku 1957

Mešita nese jméno jednoho z nejmocnějších chalífů rášidúnské muslimské říše, Umara I. († 644) z kmene Kurajšovců, přítele proroka Mohameda. Po dobytí Jeruzaléma Omar roku 637 přicestoval do Betléma, aby zde vydal zákon o toleranci křesťanské svatyně a ochraně křesťanů i duchovenstva. Stalo se tak čtyři roky po smrti proroka Mohameda. Omar se údajně na místě této mešity modlil. Arabský spisovatel a geograf Yaqut al-Hamawi ar-Rumi († 1229) popsal, že chalífovi jeden zdejší křesťanský mnich poradil, aby mešitu nebo Haniyvu postavil v arkádách vedle kostela Narození Páně, nikoliv na jeho místě, aby kostel neboural. Podobně ještě v 15. století Jan Hasištejnský z Lobkovic zapsal vyprávění zdejšího mnicha, jak každý dělník, který začal ambit bořit, zkameněl. Yagut se domníval, že tak bylo zvoleno místo nad hroby biblických králů Davida a Šalamouna. Počátkem 10. století lékař a patriarcha Eutychius z Alexandrie (877–940) popsal haniyyu situovanou na křesťanském místě, obrácenou na jih k Mekce, a proto vhodnou pro muslimskou modlitbu. Eutychius si také postěžoval, že Omar muslimům povolil modlit se pouze jednou denně v určený čas, že jim zakázal dotýkat se uvnitř čehokoliv, vyvolávat a pronášet sborové modlitby, ale že všechna tato pravidla v jeho době porušují. Arkádový ochoz haniyvy, připojený ke křesťanskému chrámu, se od počátku desátého století podobal mešitě.

## Zprávy poutníků
Přesná lokalizace není jasná. Hroby popsali dva poutníci. První byl Frank, který přišel z Bordeaux a ve svém itineráři z roku 333 popsal, že nedaleko od baziliky, kterou postavil císař Konstantin na místě narození Ježíše Krista, jsou v kryptě hroby Ezechiela, Ezopa, Jesseho, Davida a Šalamouna a že je poznal podle hebrejských nápisů na zdi.  Pozdější literatura již hroby situovala do Jeruzaléma. Druhý poutník byl Ital z Piacenzy z roku 570, ale jeho svědectví k situaci památek nepřináší žádná nová fakta. Podobně ani čeští humanisté Jan Hasištejnský z Lobkovic roku 1493 a Oldřich Prefát z Vlkanova v roce 1546 na místě neidentifikovali více než hromadu kamení. Kryštof Harant si při návštěvě Betléma roku 1598 stěžoval na pobořené město a zlé Araby, kteří zde člověka buď sami oloupí, nebo alespoň prozradí arabským lupičům z hor.

## Architektura
Mešita stojí na pozemku, darovaném řeckou ortodoxní církví jako gesto smírné koexistence křesťanů s muslimy. Je vystavěna na půdorysu nepravidelného obdélníka z kvádříkového zdiva z bloků bílého a růžového mramoru, které se na portálech pravidelně střídají a vytvářejí tak dekorativní armování. Do nároží mešity je vložen šestipodlažní minaret s točitým schodištěm, ve spodních patrech válcový a v horních partiích šestiboký, se dvěma horními ochozy a věžičkou zakončenou znamením půlměsíce s hvězdou. Současná stavba má starší úseky zdiva, ale její celek pochází až z roku 1860. K úpravám a obnově došlo za jordánské správy oblasti v letech 1954–1957, kdy byla budova zvýšena a vybudován druhý boční vchod ze severní strany se schodištěm na emporu 1. patra. Mešita je návštěvníkům denně přístupná, ženám jen v zahalení. Z vnitřního zařízení vynikají perské koberce, tepané mosazné lustry a lampy.

## Události
- Dalajláma měl při soukromém pobytu v Betlémě 21. února 2006 navštívit kostel Narození Páně, Omarovu mešitu, radnici a uprchlický tábor, všechny plánované návštěvy zrušil na protest proti palestinské podpoře Číny proti Tibetu.[8]